# Cortodera stolida
Cortodera stolida là một loài bọ cánh cứng trong họ Cerambycidae.